# Kuzma
Kuzma là một khu tự quản (tiếng Slovenia: občine, số ít – občina) trong vùng Pomurska của Slovenia. Kuzma có diện tích 22.9 km2, dân số là theo điều tra ngày 31 tháng 3 năm 2002 là 1683 người. Thủ phủ khu tự quản Kuzma đóng tại Kuzma.